# Saint-Christophe-sur-Condé
Saint-Christophe-sur-Condé – miejscowość i gmina we Francji, w regionie Normandia, w departamencie Eure.
Według danych na rok 1990 gminę zamieszkiwało 290 osób, a gęstość zaludnienia wynosiła 32 osoby/km² (wśród 1421 gmin Górnej Normandii Saint-Christophe-sur-Condé plasuje się na 621. miejscu pod względem liczby ludności, natomiast pod względem powierzchni na miejscu 402.).